# Uéslei
Pour l’article ayant un titre homophone, voir Wesley.
Uéslei Raimundo Pereira da Silva, appelé Uéslei (né le 19 avril 1972 à Salvador de Bahia au Brésil), est un footballeur brésilien.
Uéslei a surtout joué pour Esporte Clube Bahia, à l'Esporte Clube Vitória et au Clube Atlético Mineiro dans le Campeonato Brasileiro Série A.

## Palmarès

### Club
- J. League Cup : 2008

### Individuel
- Meilleur buteur du Campeonato Brasileiro Série B : 1999
- Meilleur buteur de la J-League : 2003